# Giro del Piemonte 1907
Il Giro del Piemonte 1907, prima edizione non ufficiale della corsa, conosciuta anche come Giro delle Antiche Province Piemontesi, si svolse il 12 maggio 1907. La vittoria fu appannaggio dell'italiano Giovanni Gerbi, che completò il percorso in 12h20'42", precedendo i connazionali Carlo Galetti e Mario Gaioni.

## Ordine d'arrivo (Top 10)
| Pos. | Corridore            | Squadra | Tempo      |
| ---- | -------------------- | ------- | ---------- |
| 1    | Giovanni Gerbi       | Maino   | 12h20'42"  |
| 2    | Carlo Galetti        | OTAV    | a 21'52"   |
| 3    | Mario Gaioni         | -       | a 27'31"   |
| 4    | Giovanni Rossignoli  | Bianchi | a 44'01"   |
| SQ   | Carlo Andreoli       | -       | ?          |
| 5    | Ferruccio Mirancelli | -       | a 1h17'41" |
| 6    | Luigi Chiodi         | Bianchi | s.t.       |
| 7    | Gugliemo Oberti      | -       | a 1h17'47" |
| 8    | Mario Lonati         | -       | a 1h21'36" |
| 9    | Eberardo Pavesi      | OTAV    | a 1h39'05" |
| 10   | Clemente Canepari    | -       | a 1h39'06" |